# Президент Монголії
Президент Монголії (монг. Монгол Улсын Ерөнхийлөгч) — голова держави в Монголії, що обирається на 4-річний термін. Монголія — змішана республіка, і голова держави не є одноосібним головою виконавчої влади, але здійснює командування збройними силами і має право вето на прийняті парламентом закони.

## Список
Посада з'явилася 1990 року, хоча виборний голова держави існував у Монголії з 1924 року, після смерті Богдо-гегена.
- Пунсалмаагійн Очірбат (1990—1997)
- Нацагійн Багабанді (1997—2005)
- Намбарин Енхбаяр (2005—2009)
- Цахіагійн Елбегдорж (2009—2017)
- Халтмаагійн Баттулга (2017—2021)
- Ухнаагійн Хурелсух (з 2021)